# منوچهر اسدی
منوچهر اسدی متولد ۱۳۳۸ مترجم حوزه فلسفه و علوم انسانی است. او در تهران به چشم به جهانگشوده و اکنون مقیم اصفهان است.
غالب ترجمه‌های وی از آثار فلسفی در نشر پرسش به چاپ رسیده‌است.
او در ایام برگزاری نمایشگاه کتاب در سال ۱۳۹۳ طی مصاحبه‌ای جنجالی مدعی شد که ترجمهٔ داریوش آشوری از کتاب چنین گفت زرتشت ترجمهٔ مناسبی نیست، و خود او کوشیده ترجمه بهتری از این کتاب ارائه دهد.